# Aurimas Adomavičius
Aurimas Adomavičius, né le 23 septembre 1993 à Kaunas, est un rameur lituanien.
Lors des Championnats d’Europe 2016, il remporte la médaille d’argent du quatre de couple.